# Page Morton Black
Page Morton Black (ur. 27 października 1915 w Chicago, zm. 21 lipca 2013 w New Rochelle) – amerykańska piosenkarka kabaretowa.

## Życiorys
Page Morton urodziła się 27 października 1915 roku jako córka pianistów. Uczęszczała na lekcje gry na fortepianie. Potem wyjechała do Nowego Jorku, gdzie grała i śpiewała w klubach i hotelach. W 1962 roku wyszła za mąż za założyciela firmy Williama Blacka. Nagrywała utwory do reklam radiowych i telewizyjnych. Zmarła 21 lipca 2013 roku mając 97 lat.